# Широколъшка река
Широколъшка река е река в Южна България – Област Смолян, общини Смолян и Девин, десен приток на река Въча. Дължината ѝ е 29 km. Отводнява северозападните склонове на рида Мурсалица и югоизточните склонове на рида Чернатица в Западните Родопи.
Широколъшка река извира на 800 m северно от връх Снежанка (1926 m) в курорта „Пампорово", от 1700 m н.в. под името Голяма река. Тече в посока запад-северозапад в дълбока, гъсто залесена долина между ридовете Чернатица на североизток и Мурсалица на югозапад. Влива се отдясно в река Въча на 704 m н.в., югоизточно от град Девин.
Площта на басейна ѝ е 218 km2, което представлява 13,25% от водосборния басейн на Въча.
Основни притоци: → ляв приток, ← десен приток
- ← Речица
- ← Малката река
- → Ослен
- → Луковица
- ← Върбовска река
- → Пържика
- ← Караулдере
- → Катранчукурско дере
- ← Брезката река
- → Сухо дере (най-голям приток)

Реката е с дъждовно-снежно подхранване, като максимумът е в периода април-май, а минимумът – септември. Среден годишен отток при село Широка лъка – 1,07 m3/s.
По течението на реката в Община Смолян са разположени селата Стойките и Широка лъка, като в района на селото са изградени няколко сводести моста с характерна архитектура.
В речното ѝ легло, на разклона за село Брезе се намират Беденските минерални бани.
По протежението на реката преминава участък от 22,1 km, от село Стойките до град Девин от третокласен път № 866 от Държавната пътна мрежа Смолян – Девин – Стамболийски и 6,1 km от третокласен път № 864 „Пампорово" – Стойките.
В близост до устието на реката се намира ВЕЦ „Широка лъка“, отговорна за замърсявания на водите ѝ, защото тръбопроводите не са вкопани и променят драстично естествения ландшафт.
Срещу устието на реката, на левия бряг на Въча, се намира твърда скална фигура, поразително наподобяваща слон, поради което забележителността е наречена Слона. Стръмният скален скат, който се спуска от Девинската планина към коритото на реката, завършва с каменен стълб, приличащ на хобот.
Смята се, че реката е подходяща за търсене и добив на речно злато.
През 2008 г. неизвестен препарат убива хиляди пъстърви в реката.
През 2009 г. проектът за пречиствателна станция „Пампорово 2“ е прекратен, поради липса на средства, по тази причина канализационните води на Пампорово и други курортни селища се изливат в реката.

## Топографска карта
- Лист от карта K-35-73. Мащаб: 1 : 100 000.
- Лист от карта K-35-74. Мащаб: 1 : 100 000.
- Лист от карта K-35-86. Мащаб: 1 : 100 000.